# Grinnell Electric Automobile Company
Grinnell Electric Automobile Company war ein US-amerikanischer Hersteller von Automobilen.

## Unternehmensgeschichte
Das Unternehmen entstand 1911 als eines der beiden Nachfolgeunternehmen der Phipps-Grinnell Automobile Company, nachdem sich die Partner Phipps und Grinnell getrennt hatten. Der Sitz war in Detroit in Michigan. C. A. Grinnell und Ira Grinnell leiteten es. Sie begannen 1912 mit der Produktion von Automobilen. Der Markenname lautete Grinnell. 1915 endete die Produktion. Im Januar 1916 gaben die Inhaber in einer Zeitungsanzeige die Produktionsaufgabe bekannt.

## Fahrzeuge
Im Angebot standen ausschließlich Elektroautos. Sie ähnelten den Modellen des Vorgängerunternehmens.
Für 1912 sind Model H als Brougham mit 229 cm Radstand und Model K als Coupé mit 234 cm Radstand überliefert.
1913 wurde das Model H als Coupé bezeichnet. Beim Model K wurde der Radstand auf 239 cm verlängert. Neu war das Model M. Dieses Coupé basierte auf einem Fahrgestell mit 244 cm Radstand.
1914 wurde nur das Model K übernommen. Dafür erschienen das Model R mit 267 cm Radstand, das als French Brougham bezeichnet war, und das Model S als Brougham mit 254 cm Radstand.
1915 entfiel das Model K. Die beiden anderen Modelle des Vorjahres blieben unverändert im Sortiment.

## Modellübersicht
| Jahr | Modell  | Radstand (cm) | Aufbau          |
| ---- | ------- | ------------- | --------------- |
| 1912 | Model H | 229           | Brougham        |
| 1912 | Model K | 234           | Coupé           |
| 1913 | Model H | 229           | Coupé           |
| 1913 | Model K | 239           | Coupé           |
| 1913 | Model M | 244           | Coupé           |
| 1914 | Model K | 239           | Coupé           |
| 1914 | Model R | 267           | French Brougham |
| 1914 | Model S | 254           | Brougham        |
| 1915 | Model R | 267           | French Brougham |
| 1915 | Model S | 254           | Brougham        |